# Luton Flyers
I Luton Flyers sono stati una squadra di football americano, di Luton, in Inghilterra; fondati nel 1986, hanno chiuso nel 1989.

## Dettaglio stagioni

### Tornei nazionali

#### Campionato

##### Budweiser League National Division
| Stagione | regular season | regular season | regular season | regular season | regular season | regular season | playoff | playoff | playoff | playoff | playoff | playoff    | playoff       |
|          | Vin            | Par            | Per            | Tot            | PF             | PS             | Vin     | Per     | Tot     | PF      | PS      | risultato  | avversaria    |
| -------- | -------------- | -------------- | -------------- | -------------- | -------------- | -------------- | ------- | ------- | ------- | ------- | ------- | ---------- | ------------- |
| 1987     | 8              | 0              | 2              | 10             | 293            | 136            | 1       | 1       | 2       | 37      | 73      | Semifinale | London Ravens |
| Totale   | 8              | 0              | 2              | 10             | 293            | 136            | 1       | 1       | 2       | 37      | 73      |            |               |

Fonti: Enciclopedia del Football - A cura di Roberto Mezzetti

### Riepilogo fasi finali disputate
| Anno           | Luogo                | Evento                             | Fase del torneo | Incontro                     | Risultato |
| 30 agosto 1987 | Richmond upon Thames | Budweiser League National Division | Semifinale      | London Ravens - Luton Flyers | 56 - 0    |